# Rocca di Papa

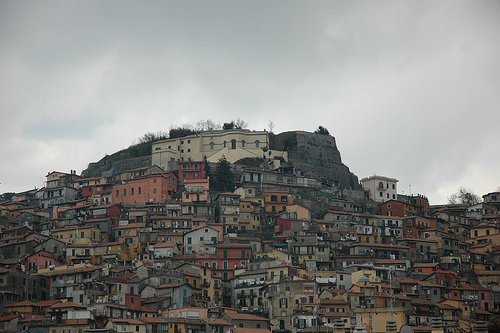
Rocca di Papa

Rocca di Papa és un municipi italià de la regió del Laci, a la ciutat metropolitana de Roma Capital, amb gairebé 14.859 habitants l'any 2008. S'estén per una superfície de 40,18 km², amb una densitat de població de 369,81 hab./km². Limita amb Albano Laziale, Arícia, Castel Gandolfo, Grottaferrata i Nemi.
Aquesta ciutat es troba on en època romana hi havia la ciutat de Cabum o Caba, mencionada per Plini el Vell, que la situa prop del Mont Cavo, i allà s'ha trobat un temple de Júpiter Latiaris.